# Brilmuskaatduif
De brilmuskaatduif (Ducula perspicillata) is een vogel uit de familie der Columbidae (Duiven en tortelduiven).

## Verspreiding en leefgebied
Deze soort is endemisch op de Molukken, een eilandengroep in het oosten van de Indische Archipel.